# دورت‌آغاچ (بتلیس)
دورت‌آغاچ (به ترکی استانبولی: Dörtağaç) (به کردی: Kemax) یک منطقهٔ مسکونی در ترکیه است که در بیتلیس واقع شده‌است. دورت‌آغاچ ۴۶۳ نفر جمعیت دارد.